# 중앙우체국 (영국)
영국 중앙우체국(General Post Office)은 1969년까지 운영한 영국의 국영 우편과 전기 통신 기관이다. 17세기에 설립되어 영국 체신장관(Postmaster General)의 감독을 받았으며, 스코틀랜드, 아일랜드와 대영 제국의 각 지역으로 관할이 넓어졌다.
1969년 우체국법으로 폐지되었으며, 그 자산이 국영 기업인 더 포스트 오피스(the Post Office)로 이전되었다. 통신 부문은 BT 그룹의 전신이 되는 포스트 오피스 텔레커뮤니케이션스(Post Office Communications)로 분리되었다.